# Mali Kablići
Mali Kablići är en ort i Bosnien och Hercegovina.   Den ligger i entiteten Federationen Bosnien och Hercegovina, i den sydvästra delen av landet, 110 km väster om huvudstaden Sarajevo. Mali Kablići ligger 726 meter över havet och antalet invånare är 184.
Terrängen runt Mali Kablići är kuperad åt nordost, men åt sydväst är den platt. Närmaste större samhälle är Livno, 6,0 km sydost om Mali Kablići. 
Omgivningarna runt Mali Kablići är en mosaik av jordbruksmark och naturlig växtlighet. Runt Mali Kablići är det ganska tätbefolkat, med 93 invånare per kvadratkilometer.